# 결명자

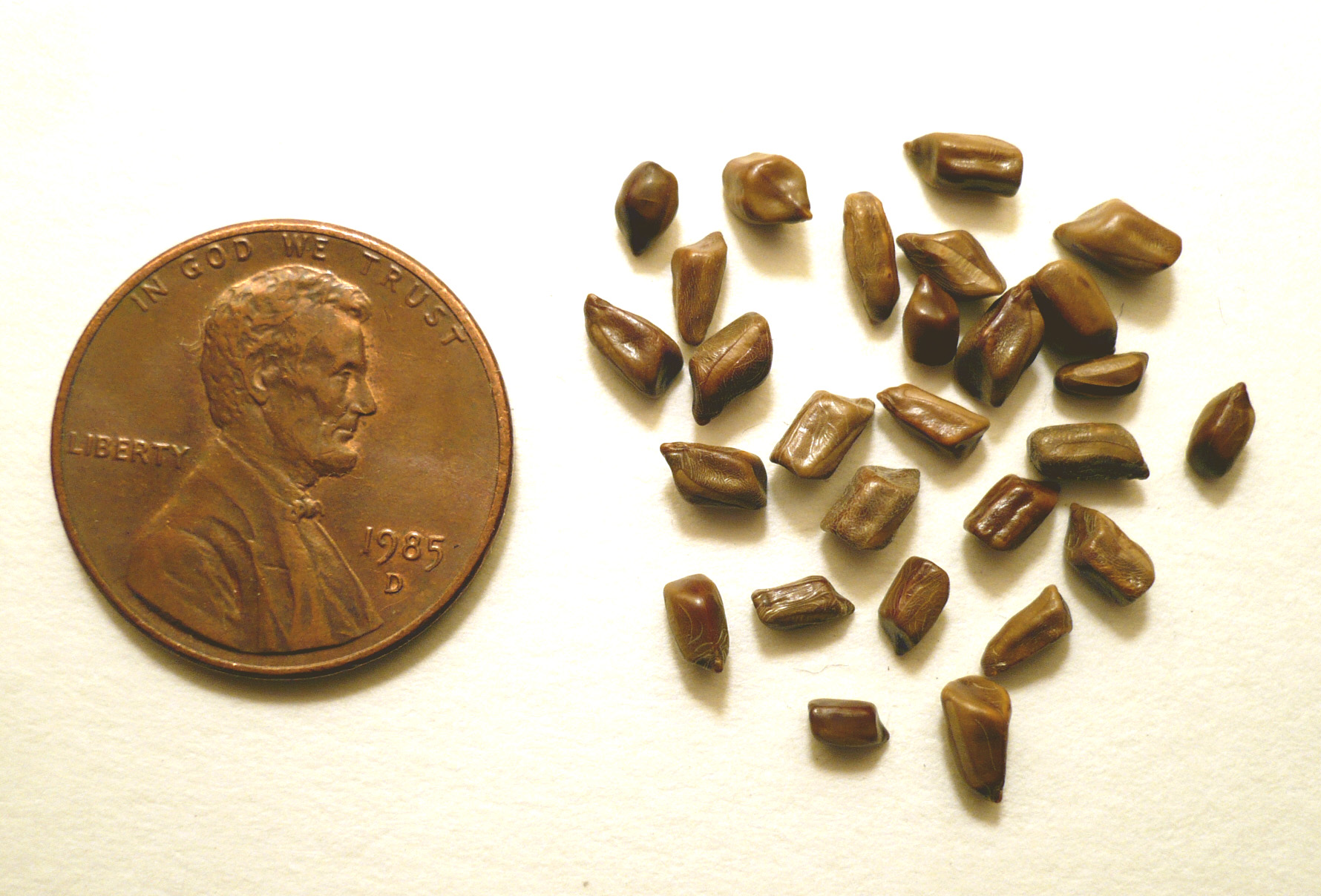
결명자

결명자(決明子)는 결명차의 씨를 가리키는 말이다. 차나 약의 재료로 쓴다.
강원도 정선군의 결명자가 맛의 방주에 등재되어 있다.

## 개요
중국 명나라의 본초강목에 실려있어 명칭은 눈을 좋게하는 씨라는 뜻에서 유래했다고 한다. 안트라퀴논 유도체, 나프탈렌 유도체를 함유하고 있다. 안트라퀴논 유도체의 완화 작용에 의해 변비, 복부 팽만감에 효과가 있다.

## 특징
한해살이풀로 한국, 일본, 중국 등에 분포한다. 민가부근에 자라며 높이는 1.5m정도이며 잎은 어긋나며 짝수깃모양겹잎이다. 갈래잎은 2~4쌍이고, 거꿀달걀모양이며 3~4cm이다. 꽃은 6~8월에 노란색으로 잎겨드랑이에 핀다. 꽃받침은 5개로 긴 달걀 모양이며, 꽃잎은 5개로 거꾸로 선 달걀 모양의 원형이다. 열매는 삭과로 긴 선형이고 활같이 굽는다. 

## 효능
- 두통
- 변비
- 눈의 증상(결막염 등)

- 비타민 A

- 카로틴